# Mormopterus jugularis
Mormopterus jugularis is een zoogdier uit de familie van de bulvleermuizen (Molossidae). De wetenschappelijke naam van de soort werd voor het eerst geldig gepubliceerd door Peters in 1865.

## Voorkomen
De soort komt voor in Madagaskar.